# 芒格阿万
芒格阿万（Mangawan），是印度中央邦Rewa县的一个城镇。总人口11556（2001年）。

## 人口
该地2001年总人口11556人，其中男性6074人，女性5482人；0—6岁人口2115人，其中男1093人，女1022人；识字率57.36%，其中男性为68.21%，女性为45.33%。